# Atentado de Gwadar de 2024
El 20 de marzo de 2024, el complejo de la autoridad portuaria de Gwadar fue atacado por separatistas armados baluchíes. Los ocho militantes y dos soldados murieron en el ataque.

## Atentado
En una declaración de Relaciones Públicas Interservicios (ISPR), el ala de medios del ejército dijo que un grupo de militantes intentó ingresar a la Colonia de la Autoridad Portuaria. Los atacantes ejecutaron múltiples explosiones antes de entablar un grito con las fuerzas de seguridad.
Las fuerzas de seguridad paquistaníes respondieron rápidamente a los disparos y a los taques con bombas. En la batalla que duró dos horas, los soldados mataron a los ocho militantes. También murieron dos miembros de las fuerzas de seguridad.

## Reclamación de responsabilidad
La Brigada Majeed, un brazo armado del Ejército de Liberación de Baluchistán (BLA) que exige la secesión de la provincia de Baluchistán, se atribuyó la responsabilidad del ataque. El grupo calificó el ataque como una advertencia a los inversores extranjeros interesados en Gwadar, haciendo referencia a las inversiones de China en el puerto de Gwadar.